# Langsat
De langsat (Lansium domesticum) is een plant uit de familie Meliaceae.
Het is een 10-15 m hoge of zelden een tot 30 m hoge, groenblijvende boom met een gegroefde, roodbruine of geelbruine schors, een korte, dikke stam en vaak met plankwortels. De boom bevat harsig melksap (latex). De tegenoverstaande bladeren zijn oneven geveerd en 30-50 cm lang. De vijf tot negen deelblaadjes zijn 9-20 × 5-10 cm groot, ovaalvormig en kort toegespitst, leerachtig, aan de bovenkant donkergroen, glanzend en kaal en aan de onderkant lichtgroen, dof en kaal of juist dichtbehaard. De tweeslachtige bloemetjes groeien in (on)vertakte, tot 30 cm lange bloeiwijzen die solitair of in groepen aan de stam en aan dikke takken groeien.
De 2,5-7 cm grote vruchten, die op een vergrote uitvoering van de niet-verwante longan (Dimocarpus longan) lijken, groeien dicht opeen in trossen. De fluwelige, gelig-bruine schil is 6 mm dik. De vrucht bestaat uit vijf of zes kamers, die met sappige glazige, witte zaadmantels zijn gevuld; één tot drie zaadmantels omsluiten een tot 2,5 × 2 cm groot, boonvormig zaad.

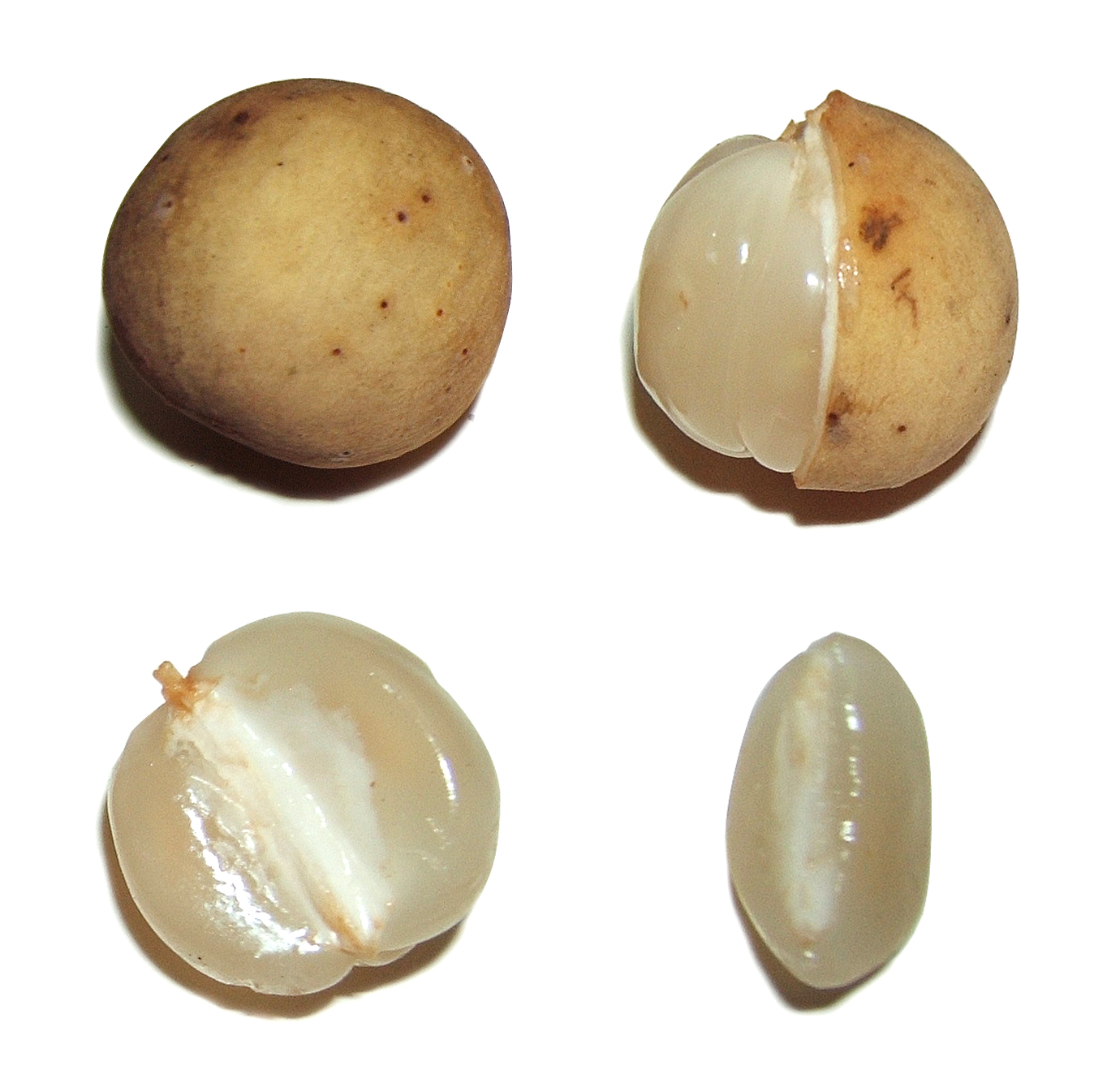
Vrucht en zaadmantels

Er worden twee variëteiten onderscheiden:
- De gekweekte doekoe behoort tot Lansium domesticum var. domesticum. De boom is dichtvertakt. De vruchten van de doekoe zijn eivormig, groter, dunschillig, relatief latex-arm en smaken zoet.
- Daarnaast bestaat ook Lansium domesticum var. pubescens. De boom is slank, open vertakt en heeft harige takken. De vruchten van deze variëteit zijn rond, dikschillig, latex-houdend en smaken zurig.

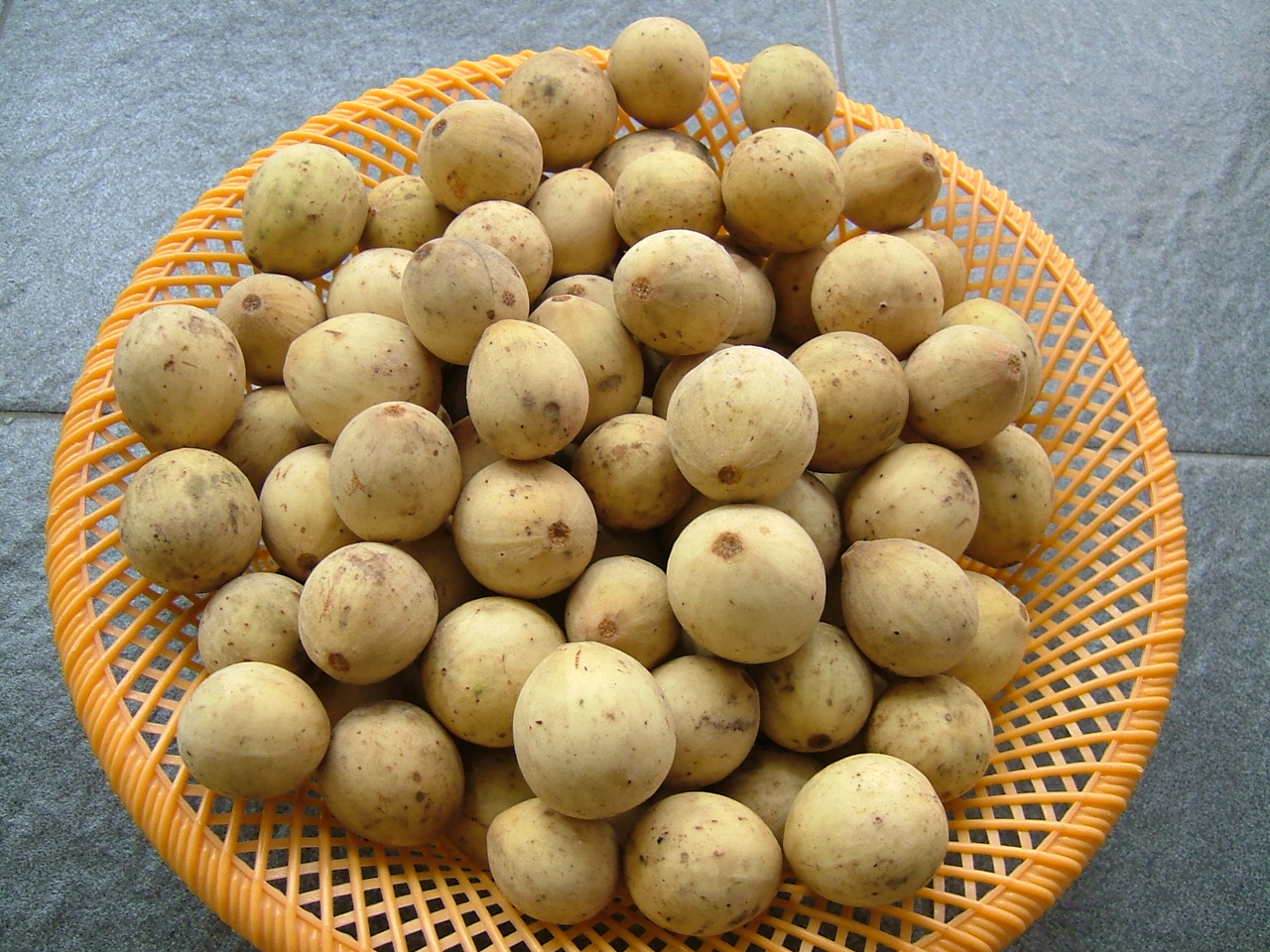
Doekoe

De soort komt oorspronkelijk uit het zuiden van Thailand en het westen van Maleisië. Ook wordt de plant veel gekweekt in het zuiden van India, op Sri Lanka en in Zuidoost-Azië tot op hoogtes van 750 m.